# Pseudecheneis serracula
Pseudecheneis serracula és una espècie de peix de la família dels sisòrids i de l'ordre dels siluriformes.

## Morfologia
Els mascles poden assolir els 15,3 cm de llargària total.

## Distribució geogràfica
Es troba al Nepal.